# Jakub Głuszak
Jakub Głuszak (ur. 28 kwietnia 1986 w Gorzowie Wielkopolskim) – polski trener siatkarski, od lutego 2016 roku do lutego 2018 r. był szkoleniowcem siatkarek Chemika Police. Od 2008 roku współpracuje z reprezentacją Polski.
Na początku swojej kariery występował jako siatkarz na pozycji libero w drużynie juniorskiej Chemika Gorzów Wielkopolski, a następnie był zawodnikiem drugoligowej Olimpii Sulęcin. Później pracował jako statystyk. W tej roli zdobył brązowy medal Mistrzostw Europy w 2009 roku, a także srebrny medal Mistrzostw Polski z Bankiem BPS Muszynianką Fakro Muszyna. Współpracował także z grupami młodzieżowymi Gedanii Gdańsk oraz Pałacu Bydgoszcz, z którymi trzykrotnie w latach 2008-2010 sięgał po złote medale Mistrzostw Polski juniorek.
W 2012 roku został nowym statystykiem Budowlanych Łódź. Po tym jak w trakcie sezonu z drużyny odszedł drugi trener Alessandro Lodi, Głuszak przejął rolę drugiego trenera Budowlanych, asystenta Macieja Kosmola. Następnie był asystentem Adama Grabowskiego. W 2014 roku, po dwóch latach pracy w łódzkim klubie, przeniósł się do Chemika Police, w którym także pełnił funkcję II trenera. W lutym 2016 zastąpił Giuseppe Cuccariniego na stanowisku I szkoleniowca zespołu z Polic. W lipcu 2016 roku władze Chemika ogłosiły, że nowym trenerem zespołu będzie Jurij Mariczew, a Głuszak wróci do roli asystenta. Jeszcze przed przyjazdem Mariczewa do Polski, pod koniec sierpnia 2016 roku, Chemik rozwiązał umowę z Rosjaninem, a I trenerem drużyny z Polic został Jakub Głuszak, który funkcję tę pełnił do lutego 2018 roku.
Od sezonu 2018/2019 do sezonu 2020/2021 był trenerem węgierskiej drużyny Vasas Óbuda Budapeszt.
W styczniu 2020 roku przejął żeńską reprezentację Węgier. Od lipca 2021 był trenerem zespołu Grot Budowlani Łódź, zrezygnował z pełnionej funkcji 16 lutego 2022. W 2025 został nowym selekcjonerem żeńskiej reprezentacji Ukrainy.
Jego żoną jest siatkarka Magdalena Piątek.

## Przebieg kariery
| Lata                                      | Klub/Reprezentacja                 | Funkcja          |
| ----------------------------------------- | ---------------------------------- | ---------------- |
| 2007–2008                                 | GTPS Gorzów Wielkopolski           | statystyk        |
| 2008–2009                                 | Gedania Gdańsk                     | statystyk        |
| 2009–2011                                 | KS Pałac Bydgoszcz                 | statystyk        |
| 2011–2012                                 | Bank BPS Muszynianka Fakro Muszyna | statystyk        |
| 2012–2013                                 | Beef Master Budowlani Łódź         | statystyk        |
| 2013–2014                                 | Beef Master Budowlani Łódź         | asystent trenera |
| 2014–2016 (do 26.02.2016)                 | KPS Chemik Police                  | asystent trenera |
| 2016–2018 (od 26.02.2016) (do 16.02.2018) | KPS Chemik Police                  | I trener         |
| 2018–2021                                 | Vasas Óbuda Budapeszt              | I trener         |
| 2020–2021                                 | Węgry                              | I trener         |
| 2021–2022 (do 16.02.2022)                 | Grot Budowlani Łódź                | I trener         |
| 2022–2024 (do 15.01.2024)                 | E.Leclerc Moya Radomka Radom       | asystent trenera |
| 2024– (od 15.01.2024)                     | E.Leclerc Moya Radomka Radom       | I trener         |
| 2023                                      | Reprezentacja Polski Juniorek      | I trener         |
| 2025–                                     | Ukraina                            | I trener         |

## Sukcesy trenerskie

### klubowe
Puchar Polski:
- 2016, 2017

Mistrzostwo Polski:
- 2016, 2017

Mistrzostwo Węgier:
- 2019

Puchar Węgier:
- 2020

### reprezentacyjne
Liga Europejska:
- 2025[17]